# Березівка (Ніжинський район)
Березі́вка (до 1951 — Ольгодорф) село в Україні, у Чернігівській області, Ніжинському районі. Населення — 5 осіб (2006).

## Географія
Селом протікає річка Береза, ліва притока Десни.

## Історія
До 1951 року хутір Березівка називався Ольгодорф (Якимашин), тобто з німецької «Село Ольги». До 1861 р. хутором володів Мойсей Аврамович Якимаха, підполковник російської армії у відставці, тому окрім офіційної назви село мало також неофіційну назву «Якимахин». Назва «Ольгодорф», імовірно, пов'язана із ім'ям жінки Мойсея Аврамовича — Ольгою Іванівною, яка була дочкою колежського секретаря сусіднього села Степанівки Пироцького Івана Ілліча. Упродовж історії хутора у ньому проживали наступні роди: Білоус, Брей, Голубчанський, Гузь, Демиденко, Дзюба, Доробляй, Карпець, Куц, Лавський, Лесан, Лют, Мірошніченко, Мукомел, Наумець, Нетреба, Норинський, Оліфіренко, Ольховик, Осипець, Стовпніков, Ткаченко, Хоменко. До революції хутір мав домову церкву. У 1927 р. хутір був підпорядкований Воловицькій сільраді та нараховував 51 господарство. У хуторі діяв колгосп «Червоний Пісок», головою якого у 1933 р. був житель с. Воловиці Яків Індило.
Зараз(коли?) хутір є фактично нежилим з населенням в 2 особи. Далека відстань від міст, може зробити цей хутір дуже привабливим для бажаючих виїхати якомого далі від благ цивілізації.
12 червня 2020 року, відповідно до розпорядження Кабінету Міністрів України № 730-р «Про визначення адміністративних центрів та затвердження територій територіальних громад Чернігівської області», село увійшло до складу Комарівської сільської громади.
19 липня 2020 року, в результаті адміністративно-територіальної реформи та ліквідації Борзнянського району, увійшло до складу Ніжинського району Чернігівської області.

## Населення

### Мова
Розподіл населення за рідною мовою за даними перепису 2001 року:
| Мова       | Кількість | Відсоток |
| ---------- | --------- | -------- |
| українська | 24        | 100%     |